# Abelardo Gameche
Abelardo Gameche (Caracas, 1952) es un bailarín, maestro y coreógrafo venezolano. 

## Biografía
Ingresó a la Universidad Central de Venezuela para estudiar Biología al mismo tiempo que bailaba en el Taller Experimental de la Danza de la misma universidad.
Obtuvo una beca de postgrado en danza, de la Fundación Ayacucho para estudiar danza con Merce Cunningham, Viola Farber, Dan Wagoner y Remy Charlip en Nueva York, y técnica Alexander con Remy Charlip y June Ekman.
Se desempeñó como bailarín, coreógrafo y profesor en el Taller de Danza de Caracas, durante 10 años, y con el cual participó en las giras realizadas por la compañía.
En dos oportunidades fue invitado, como coreógrafo internacional, al American Dance Festival, en Durham, USA. En su segunda visita creó una coreografía para la clausura del mismo.
En 1983 fundó su propia compañía, Danza-Teatro Abelardo Gameche, la cual posteriormente se convirtió en Axis, Danza Universal Consolidada. 
Hasta el 2012 creó más de 80 trabajos coreográficos, algunos de los cuales se realizaron para distintas compañías de danza en el país. Participó y realizó varios videos de danza en Venezuela y en Estados Unidos; así como también trabajos coreográficos para montajes de óperas.
Aparte del trabajo artístico, Gameche desarrolló una amplia labor en el terreno de la terapia corporal, creatividad, improvisación en danza y evolución espiritual, combinando elementos de danza con técnicas de reposturación, balance energético y expresión personal.
Se desempeñó como maestro de danza y facilitador terapéutico en la Universidad de Los Andes, en Mérida, para la agrupación Pisorrojo de la Universidad Central de Venezuela y para el Taller de Danza de Caracas, para Sanarte, la Fundación Alzheimer de Venezuela, Teatro Teresa Carreño; y como asesor de proyectos culturales para el Consejo Nacional de la Cultura de Venezuela.
En el 2007, el Ministerio del Trabajo de Venezuela, le otorgó la Orden al Mérito en el Trabajo en su primera clase, y en el 2011 el reconocimiento y placa del Ministerio de la Cultura por su destacada labor en el ámbito cultural venezolano.
La Universidad de las Artes de Caracas le otorgó, en 2012, el título de Maestro Honorario, por su larga y fructífera trayectoria en el área de la Danza en Venezuela.